# Islamic Republic of Iran Broadcasting
Islamic Republic of Iran Broadcasting (acronimo IRIB; in persiano: صدا و سيمای جمهوری اسلامی ايران), nota in precedenza con il nome "National Iranian Radio and Television" (NIRT) fino alla rivoluzione iraniana del 1979, è l'ente radiotelevisivo pubblico dell'Iran. Detiene il monopolio dell'emittenza nel Paese. È tra le società di media maggiori in Asia e nella regione del Pacifico. È membro dell'Asia-Pacific Broadcasting Union. Trasmette dalla capitale Teheran in lingua persiana.
Il 16 giugno 2025 la sede dell'ente è stata danneggiata durante i bombardamenti israeliani in Iran.

## Storia

### Prima della rivoluzione del 1979
Il 24 aprile 1940 fu fondata ufficialmente Radio Iran da Mohammad Reza Pahlavi, l'allora principe dell'Iran. A capo dell'azienda fu posto Isa Sedigh. Inizialmente la stazione trasmetteva 5 ore giornaliere di programmi, tra cui notiziari, musica tradizionale e occidentale, programmazione religiosa e sportiva, nonché programmi dedicati alla discussione di economia e politica. Secondo le stime del Centro Statistico dell'Iran nel 1976 circa il 76% della popolazione urbana e il 45% della popolazione rurale aveva accesso alla radio.
National Iranian Television, invece, nacque ufficialmente il 21 marzo 1967 e fu unita alla radio, dando vita alla National Iranian Radio and Television.
A quel tempo l'attrezzatura hardware era fornita dal Ministero delle Poste, del Telegrafo e del Telefono, mentre i programmi erano realizzati dal Dipartimento della pubblicità e dell'editoria.
Negli anni successivi la crescita della radio e della televisione richiese di creare un'entità integrata in tutto il Paese, cosicché nel 1971 tutte le strutture furono trasferite direttamente a National Radio and Television. Lo scià nominò personalmente Reza Ghotbi a capo dell'organizzazione.
La durata dei programmi crebbe velocemente. Al tempo della rivoluzione del 1979 esistevano in Iran il primo e il secondo canale televisivo; grazie ad un ampliamento delle strutture oltre il 95% della popolazione urbana e circa il 75% della popolazione rurale erano arrivate ad avere accesso alla televisione. Il 40% dei programmi televisivi era importato e i programmi autoprodotti erano solitamente modellati su quelli stranieri.
Durante la rivoluzione, con un Governo guidato da Arteshbod Azhari,  a capo di National Iranian Radio and Television fu messo Touraj Farazmand, a rimpiazzare Reza Ghotbi.

### Dopo la rivoluzione del 1979

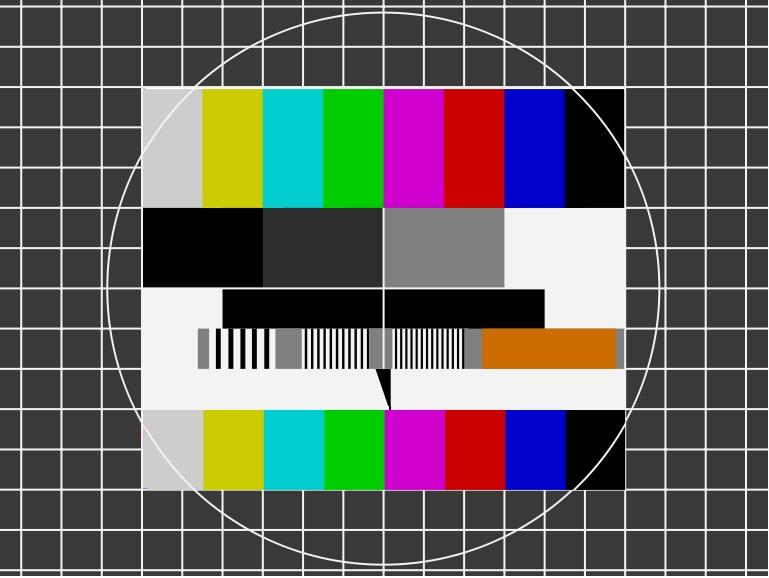
Monoscopio test colore Telefunken FuBK modificato, usato dalla televisione di IRIB.

Dopo la rivoluzione l'azienda crebbe molto e in aggiunta a canali nazionali e internazionali, furono creati oltre cento database elettronici e media della carta stampata.
Nel 2018 si prevedeva uno stanziamento di 4000 miliardi; comunque, secondo Ali Asgari, l'allora direttore dell'azienda, un solo canale come BBC Persian ha un budget di oltre 6000 miliardi e quindi l'azienda necessiterebbe fondi maggiori per gestire ben 62 canali televisivi e 83 stazioni radiofoniche.

## Servizi

### Radio

#### Nazionale
| Nome                 | Sede    | Тipo                         | Lancio | Lingua |
| -------------------- | ------- | ---------------------------- | ------ | --- |
| IRIB Radio nazionale | Teheran | generalista                  | 1926   | persiano |
| IRIB Radio Farhang   | Teheran | generalista                  |        | persiano |
| IRIB Radio Javan     | Teheran | generalista                  |        | persiano |
| IRIB Radio Quran     | Teheran | programmi religiosi islamici |        | persiano |
| IRIB Radio Varzesh   | Teheran | generalista                  |        | persiano |
| Pars Today           | Teheran | generalista                  | 1956   | albanese, arabo standard, armeno, neoaramaico assiro, azero, bengali, bosniaco, cinese, dari, inglese, francese, georgiano, tedesco, hausa, ebraico moderno, hindī, indonesiano, italiano, giapponese, kazako, curdo, pashtu, persiano, russo, spagnolo, swahili, tagico, taliscio, turco, turkmeno, urdu e uzbeco |

#### Locale
| Nome                     | Sede          | Тipo        | Lancio | Lingua   |
| ------------------------ | ------------- | ----------- | ------ | -------- |
| IRIB Radio Sedaye Ashena | Sedaye Ashena | generalista |        | persiano |
| IRIB Radio Maaref        | Maaref        | generalista |        | persiano |
| IRIB Radio Payam         | Payam         | generalista |        | persiano |
| IRIB Radio Salamat       | Salamat       | generalista |        | persiano |
| IRIB Radio Tejarat       | Tejarat       | generalista |        | persiano |
| IRIB Radio Alborz        | Alborz        | generalista |        | persiano |
| IRIB Radio Goftegoo      | Goftegoo      | generalista |        | persiano |
| IRIB Radio Ava           | Ava           | generalista |        | persiano |
| IRIB Radio Nava          | Nava          | generalista |        | persiano |

### Televisione
| Nome                 | Sede    | Тipo         | Lancio | Lingua   |
| -------------------- | ------- | ------------ | ------ | -------- |
| Tehran TV            | Teheran | generalista  |        | persiano |
| IRINN                | Teheran | generalista  |        | persiano |
| Jame Jam 1 (IRIB 1)  | Teheran | generalista  | 1958   | persiano |
| Jame Jam 2 (IRIB 2)  | Teheran | generalista  |        | persiano |
| Jame Jam 3 (IRIB 3)  | Teheran | generalista  |        | persiano |
| Jame Jam 4 (IRIB 4)  | Teheran | generalista  |        | persiano |
| Jame Jam 5 (IRIB 5)  | Teheran | generalista  |        | persiano |
| Press TV             | Teheran | informazione | 2007   | persiano |
| HispanTV             | Teheran | generalista  | 2011   | spagnolo |
| Al-Alam News Network | Teheran | informazione |        | persiano |
| Al-Kawthar TV        | Teheran | generalista  |        | persiano |
| Sahar TV             | Teheran | generalista  |        | persiano |
| iFilm                | Teheran | cinema       |        | persiano |

## Ricezione

### Terrestre
La televisione di IRIB trasmette in standard DVB-T HD; la radio trasmette in AM e in FM.

### Satellite[11]
| Satellite          | Intelsat 20                            | Intelsat 39                            | Intelsat 39                            | Intelsat 39                            | Intelsat 39                            | Intelsat 39                            | Intelsat 39                            | Intelsat 39                            | Intelsat 39                            | Intelsat 39                            | Intelsat 39                            | Badr 5                                 | Badr 5                                 | Badr 5                                 | Badr 5                                 | Badr 5                                 | Badr 5                                 | Express AM8                            |
| Posizione orbitale | 68.5° E                                | 62° E                                  | 62° E                                  | 62° E                                  | 62° E                                  | 62° E                                  | 62° E                                  | 62° E                                  | 62° E                                  | 62° E                                  | 62° E                                  | 26.0° E                                | 26.0° E                                | 26.0° E                                | 26.0° E                                | 26.0° E                                | 26.0° E                                | 14.0° W                                |
| Canali             | IRIB 1, IRIB 2, IRIB 3, IRIB 4, IRIB 5 | IRIB 1, IRIB 2, IRIB 3, IRIB 4, IRIB 5 | IRIB 1, IRIB 2, IRIB 3, IRIB 4, IRIB 5 | IRIB 1, IRIB 2, IRIB 3, IRIB 4, IRIB 5 | IRIB 1, IRIB 2, IRIB 3, IRIB 4, IRIB 5 | IRIB 1, IRIB 2, IRIB 3, IRIB 4, IRIB 5 | IRIB 1, IRIB 2, IRIB 3, IRIB 4, IRIB 5 | IRIB 1, IRIB 2, IRIB 3, IRIB 4, IRIB 5 | IRIB 1, IRIB 2, IRIB 3, IRIB 4, IRIB 5 | IRIB 1, IRIB 2, IRIB 3, IRIB 4, IRIB 5 | IRIB 1, IRIB 2, IRIB 3, IRIB 4, IRIB 5 | IRIB 1, IRIB 2, IRIB 3, IRIB 4, IRIB 5 | IRIB 1, IRIB 2, IRIB 3, IRIB 4, IRIB 5 | IRIB 1, IRIB 2, IRIB 3, IRIB 4, IRIB 5 | IRIB 1, IRIB 2, IRIB 3, IRIB 4, IRIB 5 | IRIB 1, IRIB 2, IRIB 3, IRIB 4, IRIB 5 | IRIB 1, IRIB 2, IRIB 3, IRIB 4, IRIB 5 | IRIB 1, IRIB 2, IRIB 3, IRIB 4, IRIB 5 |
| Frequenza          | 12639 H                                | 11002 V                                | 11006 V                                | 11009 V                                | 11012 V                                | 11016 V                                | 11020 V                                | 11023 V                                | 11026 V                                | 11030 V                                | 11555 V                                | 11881 H                                | 11900 V                                | 12265 H                                | 12284 V                                | 12303 H                                | 12322 V                                | 11671 H                                |
| SR                 | 7800                                   | 3500                                   | 2300                                   | 3500                                   | 2300                                   | 3500                                   | 2300                                   | 3500                                   | 2300                                   | 3500                                   | 30000                                  | 27500                                  | 27500                                  | 30000                                  | 30000                                  | 32000                                  | 30000                                  | 16600                                  |
| FEC                | 1/2                                    | 3/4                                    | 3/4                                    | 3/4                                    | 3/4                                    | 3/4                                    | 3/4                                    | 3/4                                    | 3/4                                    | 3/4                                    | 3/4                                    | 5/6                                    | 3/4                                    | 3/4                                    | 2/3                                    | 3/4                                    | 3/4                                    | 3/4                                    |
| Modulazione        |                                        | 8PSK                                   | 8PSK                                   | 8PSK                                   | 8PSK                                   | 8PSK                                   | 8PSK                                   | 8PSK                                   | 8PSK                                   | 8PSK                                   | 8PSK                                   | 8PSK                                   |                                        | 8PSK                                   | 8PSK                                   | 8PSK                                   | 8PSK                                   | 8PSK                                   |

### Streaming
IRIB in streaming

## Loghi

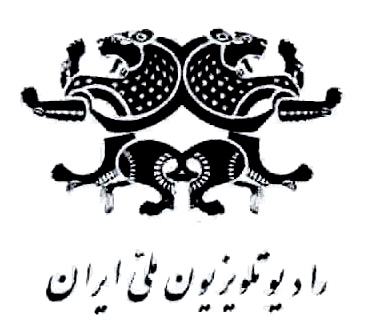
Logo di NIRT
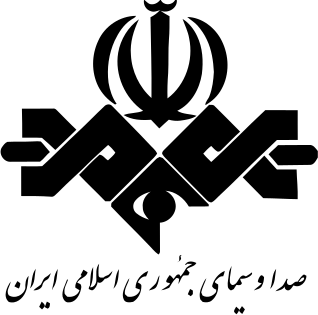
Logo di IRIB

### Logo di IRIB
Nel logo è presente l'emblema della Repubblica Islamica dell'Iran con in alto le due parole «لا» in arabo in caratteri shia. Quando questo logo fu realizzato, all'inizio della rivoluzione, era un simbolo del «dire no» ai Paesi occidentali e orientali, specificamente Stati Uniti e Unione Sovietica. Queste due parole si uniscono nel mezzo; sulla loro intersezione è il simbolo di un occhio. Alla base è presente la scritta in caratteri nastaliq in persiano «Islamic Republic of Iran» ("Stato Islamico dell'Iran").

## Organizzazione

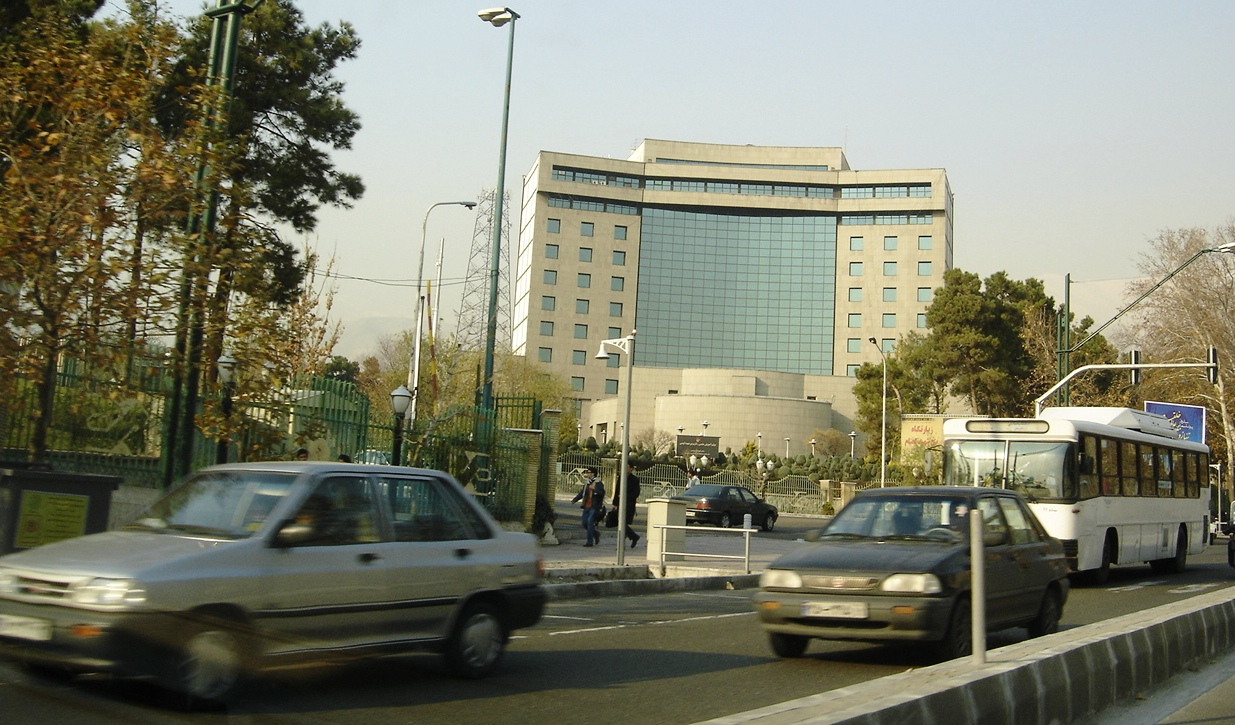
Edificio di IRIB sul lato nordest in via Pahlavi, a Teheran.

### Normative del Codice civile dell'Iran riguardanti IRIB
Poiché in Iran la radio e la tv privata sono vietate dalla costituzione, attualmente IRIB possiede il monopolio del mercato iraniano in entrambi i settori.
L'articolo 175 della Costituzione iraniana stabilisce che:
1. La libertà d'espressione e la divulgazione della cultura alla radio e alla televisione nella Repubblica Islamica dell'Iran deve essere garantita tenendo conto dei principi dell'Islam e degli interessi del Paese.
2. La nomina e la revoca del Direttore della radio e della televisione della Repubblica Islamica dell'Iran spetta all'Ayatollah (leader supremo). 
3. Il funzionamento dell'azienda deve essere supervisionato da un Consiglio composto da due rappresentanti ciascuno del Presidente, del Capo della Magistratura, dell'Assemblea consultiva islamica e del Parlamento iraniano.

### Struttura
- IRIB ha filiali in 20 Paesi, tra cui Francia, India, Belgio, Malaysia, Regno Unito e Stati Uniti, e trasmette in oltre 30 lingue.
- IRIB gestisce 20 canali televisivi nazionali, 4 canali televisivi internazionali di informazione, 6 canali televisivi satellitari internazionali di altro genere e 31 canali televisivi provinciali, uno per ciascuna area dell'Iran, metà dei quali nelle lingue minoritarie parlate in Iran come l'azero e il curdo, e vari dialetti del persiano; l'azienda gestisce anche 12 stazioni radiofoniche nazionali e, tramite IRIB World Service, 30 stazioni radiofoniche rivolte a platee straniere e internazionali.
- IRIB Pubblica anche il giornale in lingua persiana Jam-e Jam
- Alcuni dei canali radio e televisivi di IRIB, oltre che in persiano, trasmettono in arabo, hindi, inglese, francese e spagnolo.
- Il numero complessivo dei dipendenti supera i 13.000.[3]
- I fondi di IRIB ammontano a circa $0,9-1 miliardi di dollari USA annuali, raccolti da una combinazione di pubblicità e sovvenzioni governative.[3]

### Direttori generali
- Reza Ghotbi (1966–1979)
- Sadegh Ghotbzadeh (1979)
- Mohammad Mousavi Khoeiniha (provvisorio) e altre commissioni provvisorie (1979–1981)
- Mohammad Hashemi Rafsanjani (1981–1994)
- Ali Larijani (1994–2004)
- Ezzatollah Zarghami (2004–2014)
- Mohammad Sarafraz (2014–2016)
- Abdulali Ali-Asgari (2016–2021)
- Peyman Jebelli (2021–presente)

### Società affiliate
- Jam-e Jam, periodico, organo ufficiale di IRIB.
- IRIB News Department, testata giornalistica affiliata ad IRIB.
- Sima Film, casa di produzione cinematografica appartenente ad IRIB.
- IRIB affida la produzione di alcuni dei suoi programmi a numerose società di media iraniane private.
- TAKTA Co., azienda di apparecchiature tecniche come sistemi di trasmissione e sistemi di commutazione destinate ad IRIB.
- Soroush Rasaneh Co. IT & ICT, società di servizi IPTV connessa ad IRIB. Ha 26 filiali in Iran.
- Soroush Multimedia Co., società di produzione di CD/DVD dei programmi di IRIB. Tiene anche brevi corsi specialistici in 31 sedi, che coprono tutte le province iraniane.
- IRIB Pension Fund Co. è la holding di 17 società legate ad IRIB come Soroush Multimedia Co., Soroush Rasaneh Co. e TAKTA CO.
- IRIB University, scuola che tiene corsi universitari sui media.[12]
- IRIB Research Center, centro di ricerca sui media nei campi sociale e religioso.
- IRIB Media Trade (in passato "Cima Media Int'l"), società di distribuzione delle produzioni di IRIB (documentari, film, serie televisive e cartoni animati); si occupa anche dell'acquisizione dei programmi per i canali televisivi locali di IRIB.

### Eventi
- Ogni anno IRIB sponsorizza il Sima Festival, che è una competizione televisiva che premia i migliori produttori cinematografici, registi e attori in categorie multiple.

## Controversie

### Cinema iraniano
L'isolamento dell'industria cinematografica dell'Iran ha obbligato i cineasti a riorientarsi verso le emittenti televisive nazionali. Questi network producono in serie programmi a sfondo ideologico in linea con le norme ultratradizionaliste dello Stato, che pongono e ritraggono le donne in ruoli di asservimento e di deferenza nei confronti degli uomini, ritenuti loro guardiani e protettori. Alcuni programmi addirittura promuovono il matrimonio dei bambini e la poligamia, pratiche che vengono rifiutate dalla maggioranza degli iraniani. Nell'intenso conflitto con gli Stati Uniti, l'apparato di sicurezza dell'Iran è emerso come un importante produttore di programmi televisivi e film di successo centrati sul coraggio e sul valore delle Guardie rivoluzionarie o Pasdaran e dei loro servizi di intelligence. In Iran esistono innumerevoli sofisticate versioni nazionali di Homeland - Caccia alla spia e manca del tutto l'autoanalitico, sovversivo cinema che una volta consentiva alla società di avere un dibattito pubblico su genere, cultura, matrimonio e potere.

### Accuse di false confessioni
Uno studio pubblicato a giugno 2020 dall'organizzazione non governativa Justice for Iran e dalla Federazione internazionale dei diritti umani ha reso noto che la televisione iraniana ha trasmesso le confessioni potenzialmente coatte di 355 detenuti dal 2010. Gli ex prigionieri affermavano di essere stati percossi e di avere ricevuto minacce di violenza sessuale come strumento per ottenere da loro false testimonianze ad uso della radiotelevisione del Paese.

### Censura dei riformisti
IRIB, insieme ad altri media statali iraniani, tende a censurare o silenziare voci e opinioni dei politici riformisti, oltre a ridicolizzarli, anche quando i riformisti sono al potere, visto che l'orientamento editoriale dell'azienda è molto spesso vicino all'Ayatollah e al principialismo.

### Attacchi iraniani del 2024 ad Israele
Nel 2024 la televisione di Stato riferendo di una presunta distruzione all'interno di Israele a causa di un attacco da parte di missili e droni iraniani, in realtà ha mostrato materiale di un incendio in Cile filmato diversi mesi prima.

## Sanzioni internazionali

### Stati Uniti
Su ordine esecutivo presidenziale degli Stati Uniti n° 13628, IRIB è soggetta alle sanzioni statunitensi in base all'"Iran Threat Reduction" e al "Syria Human Rights Act", che dà al Dipartimento del Tesoro l'autorità di designare coloro che in Iran riducono o vietano il libero flusso dell'informazione da o verso il popolo iraniano.

### Unione europea
IRIB è stata messa nella lista delle entità sanzionate dall'Unione europea a dicembre 2022 a causa del ruolo giocato nella repressione delle proteste per la morte di Mahsa Amini.
In seguito a questo ordine, Eutelsat cessò di trasmettere i canali internazionali di IRIB per la regione europea tramite il satellite Hot Bird il 21 dicembre 2022.